# ワリシン
ワリシンとは、あおぞら銀行が発行する割引金融債である。正式名称「割引あおぞら債券」（なお、あおぞらスーパーと同一名称となっている）。2006年4月のあおぞら銀行普銀化に伴い、特例での発行に切り替わり、2011年9月後半債で発行終了となった。

## 概要
旧日本不動産銀行が発行していた「ワリフドー」が前身で、旧日本債券信用銀行に行名変更した際に現在の名称になった（旧名称「割引信用債券」の略称の割信に因む）。
かつては、無記名債券で、裏金の運用等に悪用されることもあった。これが明るみに出たのが金丸信の巨額脱税事件であった。
このため2003年から発行終了の2011年まではマネーローンダリング対策のため、本券での発行を行わず、公的書類などによる本人確認を実施した上での保護預り取引のみに制限されていた。